# Maria von Griechenland und Dänemark

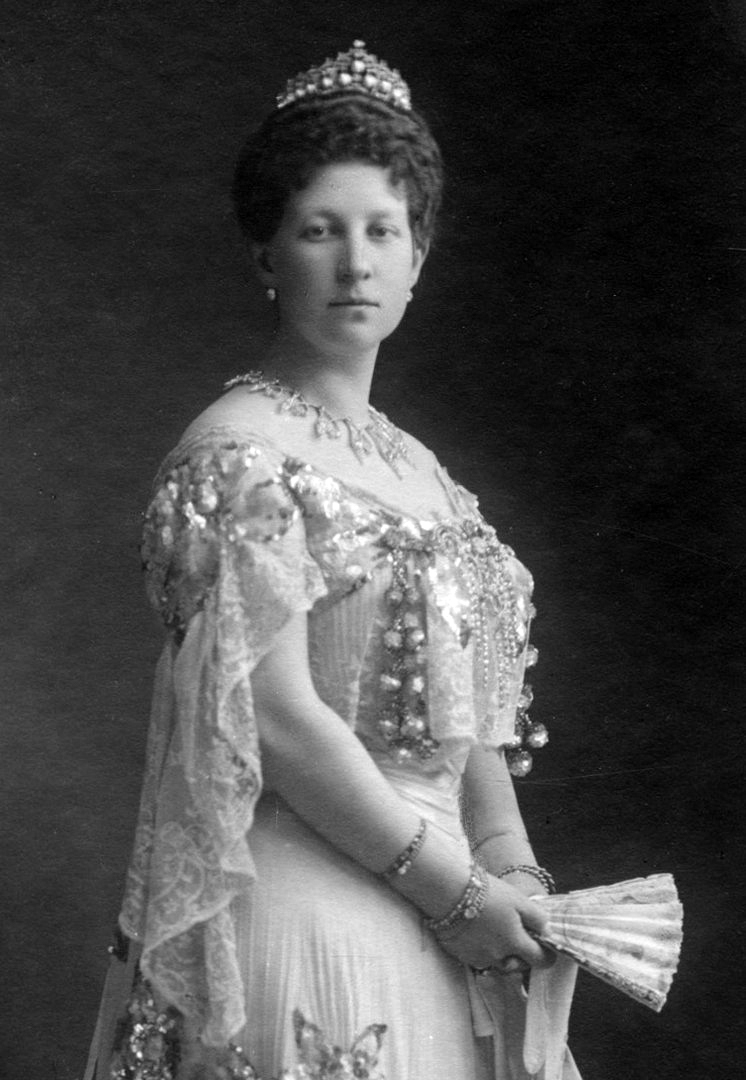
Maria von Griechenland und Dänemark

Prinzessin Maria von Griechenland und Dänemark (* 20. Februarjul. / 3. März 1876greg. in Athen; † 14. Dezember 1940 ebenda) war ein Mitglied des Hauses Holstein-Sonderburg-Glücksburg und durch Heirat Großfürstin Maria Georgijewna Romanowa.

## Leben

### Kindheit und Jugend

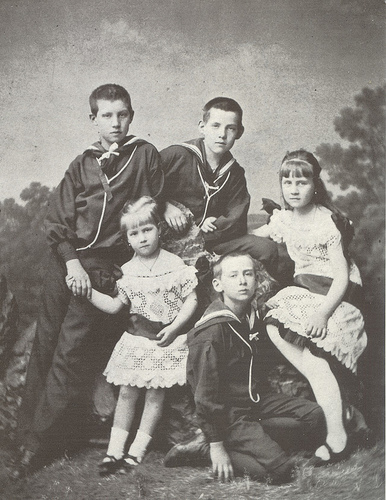
Maria mit ihren Geschwistern Konstantin, Georg, Nikolaus und Alexandra (1880)

Maria war die zweite Tochter des griechischen Königs Georg I. (1845–1913) und seiner Gattin Großfürstin Olga Konstantinowna Romanowa (1851–1926), Tochter des Großfürsten Konstantin Nikolajewitsch Romanow und Prinzessin Alexandra von Sachsen-Altenburg sowie Schwester des späteren Königs Konstantin I. von Griechenland. Väterlicherseits war sie eine Enkelin von König Christian von Dänemark und dessen Frau Louise von Hessen.
Maria, in der Familie Minnie genannt, wuchs mit ihren Geschwistern zumeist in Athen auf. Sie erhielt eine Ausbildung, die einem Mädchen der damaligen Zeit zugesprochen war. Diese konzentrierte sich auf Deutsch, Englisch, Französisch, Mathematik, Geschichte und Geographie. Zudem unterrichtete sie eine Gouvernante in höfischer Etikette, Zeichnen, Klavier spielen und Tanzen. Als Kind besuchte sie häufig mit ihren Eltern und Geschwister die Familie in Europa. Man traf sich jährlich auf Schloss Hvidovre nahe Kopenhagen. Zeit ihres Lebens hatte Maria ein enges Verhältnis zu ihrer Cousine Großfürstin Xenija Alexandrowna Romanowa, Tochter von Zar Alexander III. und Zarin Maria Fjodorowna, die eine Schwester ihres Vaters war.

### Leben als russische Großfürstin

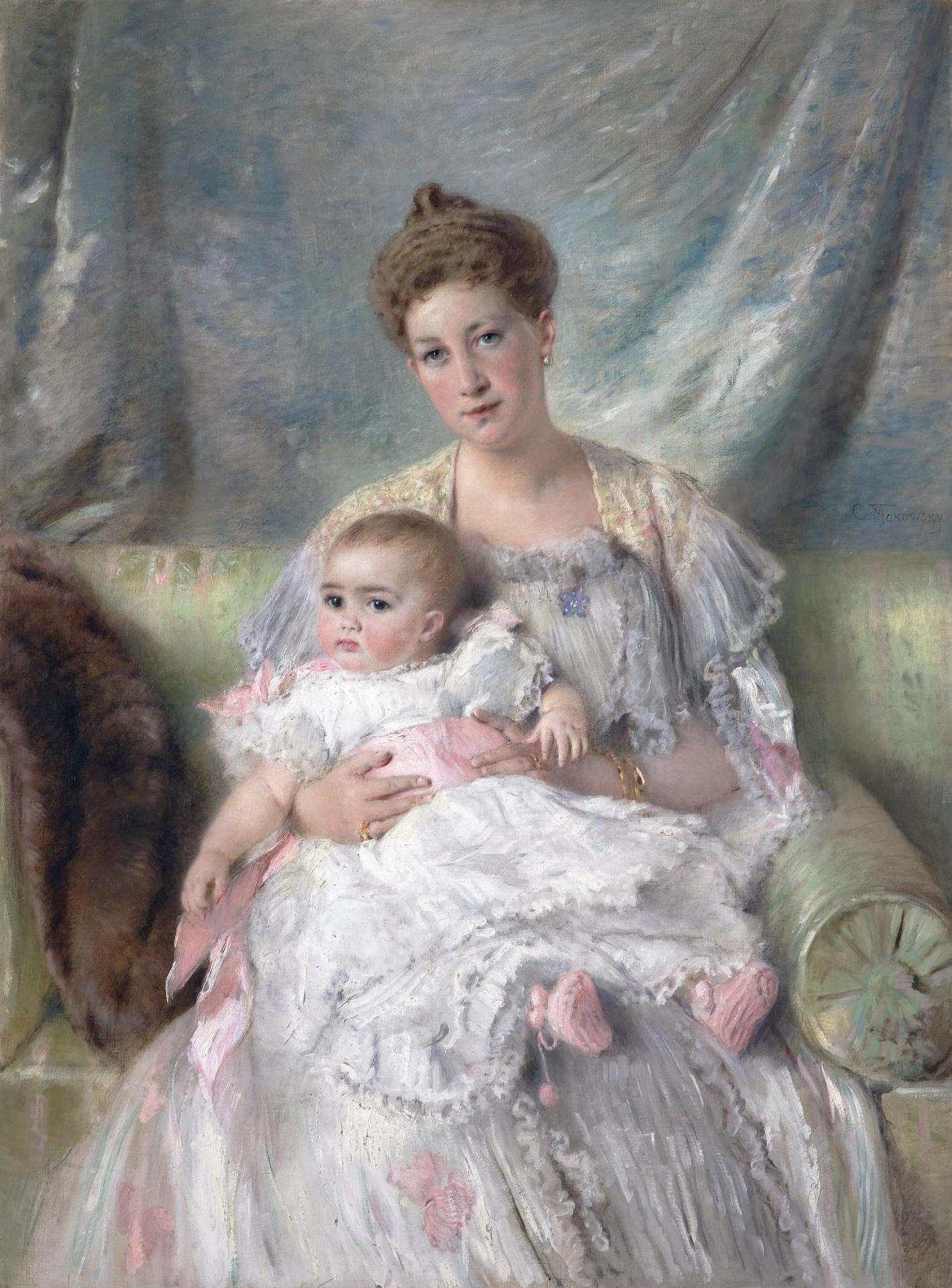
Großfürstin Maria Georgijewna Romanowa mit Tochter Nina ca. 1902, gemalt von Konstantin Jegorowitsch Makowski

Am 30. April 1900 heiratete Prinzessin Maria von Griechenland und Dänemark auf Korfu Großfürst Georgi Michailowitsch Romanow (1863–1919), Sohn des Großfürsten Michael Nikolajewitsch Romanow und dessen Ehefrau Prinzessin Cäcilie von Baden. Maria machte ihrem Umfeld deutlich, dass sie sich weigerte, Georgi zu heiraten. Nur widerwillig nahm sie seinen Heiratsantrag an. Die Ehe war von Anfang an unglücklich. Maria und ihr Ehemann gingen bald getrennte Wege. Daran änderten die Geburten ihrer zwei Töchter Nina am 20. Juni 1901 und Xenija am 22. August 1903 nichts.

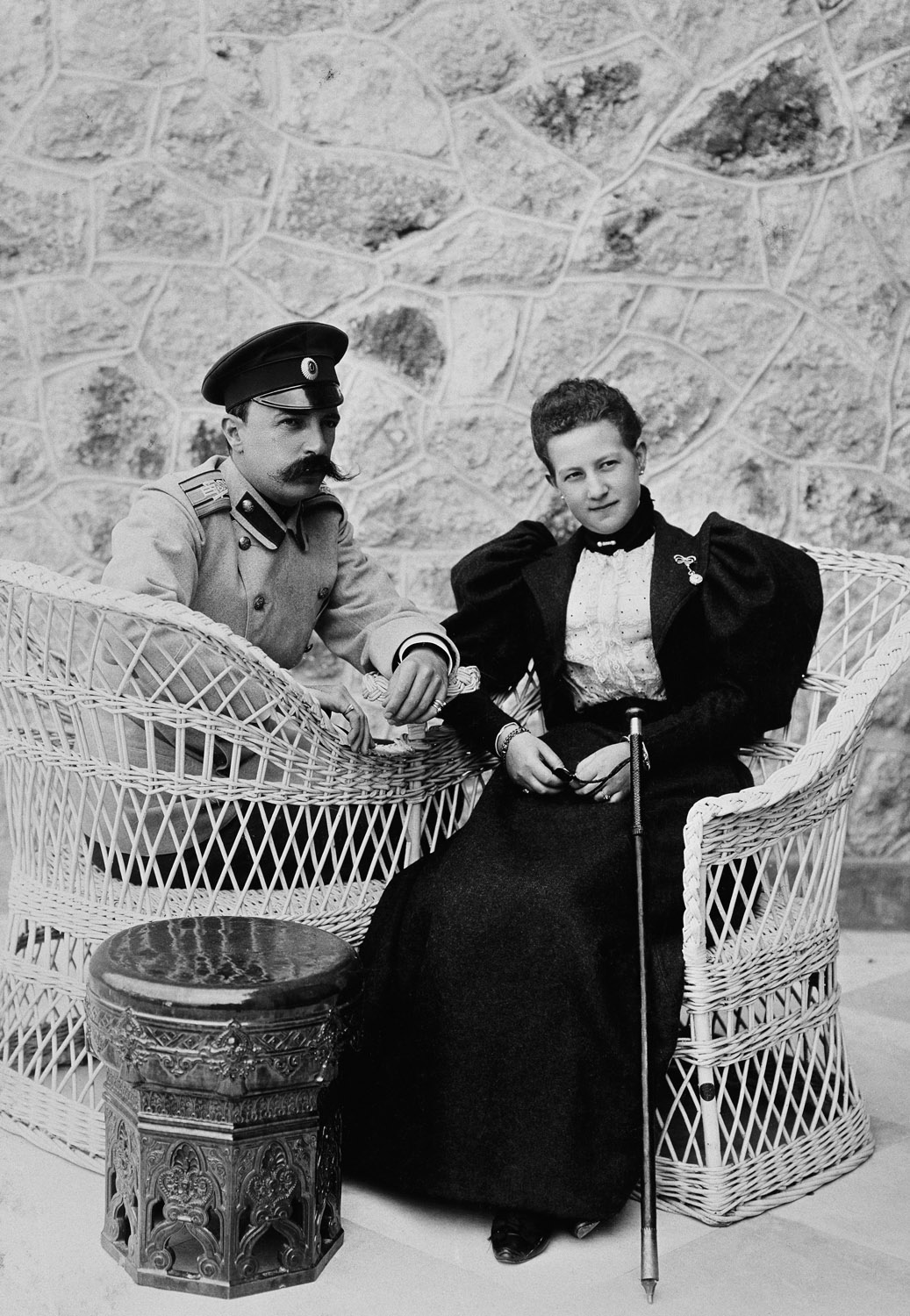
Großfürst Georgi Michailowitsch Romanow mit seiner Frau Maria Georgijewna um 1900

Im Laufe der Jahre verbrachte Maria immer mehr Zeit mit ihren Töchtern im Ausland, mit dem Vorwand der Gesundheit ihrer Kinder zugute. Angeblich nutzte sie auch eine Gelegenheit, um von ihrem Ehemann wegzukommen. Maria hielt sich gerade in Großbritannien auf, als der Erste Weltkrieg ausbrach. Sie zog nicht in Betracht, nach Russland zurückzukehren. So lebte sie gemeinsam mit Xenija und Nina in Großbritannien, während Georgi, der als General in der russischen Armee diente, in Russland zurückblieb. Die Mädchen litten unter der Trennung von ihrem Vater.
Maria zog nach Harrogate, in der Grafschaft North Yorkshire. Sie wurde Schirmherrin dreier Lazarette und finanzierte diese auch mit. Nach der Oktoberrevolution wurde das Vermögen der Romanows beschlagnahmt und ihr Ehemann wurde mit drei weiteren Familienmitgliedern von den Bolschewiki am 30. Januar 1919 in der Petersburger Peter-und-Paul-Festung erschossen.
In zweiter Ehe heiratete Maria am 16. Dezember 1922 in Wiesbaden den griechischen Admiral Perikles Ioannidis (1881–1965). Die Ehe blieb kinderlos. Sie starb am 14. Dezember 1940 in ihrer Heimatstadt Athen während des Griechisch-Italienischen Krieges. Ihre letzte Ruhe fand sie auf dem königlichen Friedhof Tatoi.

## Nachkommen
1. Prinzessin Nina Georgijewna Romanowa (* 20. Juni 1901; † 27. Februar 1974) ⚭ 1922 Prinz Paul Alexandrowitsch Chavchavadze (1899–1971)
2. Prinzessin Xenija Georgijewna Romanowa (* 22. August 1903; † 17. September 1965) ⚭ 1921–1930 William Bateman Leeds Jr. (1902–1971), Sohn von Nonnie May „Nancy“ Stewart, besser bekannt als "Anastasia von Griechenland"; ⚭ 1946 Herman Jud (1911–1987)